# سفیدکوه، فریدون‌شهر
سفید کوه فریدون شهر کوهی در ۴ کیلومتری جنوب فریدون‌شهر قرار دارد ارتفاع این کوه ۳۴۸۲ متر می‌باشد و رودخانه نهضت آباد از این کوه سرچشمه می‌گیرد.